# Cratere Kinkora
Kinkora  è un cratere sulla superficie di Marte.